# Club Deportivo Apodaca
El Club Deportivo Apodaca nació en el 2007 y tuvo como sede en Apodaca Nuevo León.

## Historia
El Club Guerreos de David inicia sus actividades el 5 de enero de 2007 como un centro de alto rendimiento, con el firme objetivo de formar jugadores profesionales de primera calidad en las altas esferas del fútbol nacional e internacional.
Iniciando con una plantilla de jóvenes jugadores provenientes de diversas partes de la ciudad. La primera participación en torneos oficiales, fue en la Copa TELMEX donde se llegó a finales regionales. En delante llegaron incorporaciones provenientes de dicho torneo.